# Le luci di Atlantide
Le luci di Atlantide è un romanzo fantasy dell'autrice statunitense Marion Zimmer Bradley. Ideato a metà degli anni cinquanta, il romanzo venne pubblicato per la prima volta nel 1983, in due volumi dal titolo Web of Light e Web of Darkness. In seguito, nel 1987, i due romanzi vennero ristampati in un unico volume, dal titolo The Fall of Atlantis.
Le luci di Atlantide costituisce il primo capitolo del ciclo di Avalon; le vicende narrate nel romanzo trovano una diretta prosecuzione ne L'alba di Avalon (2005), scritto quasi interamente dopo la morte di Marion Zimmer Bradley da Diana L. Paxson.

## Trama
In un periodo lontano, in cui la storia dei grandi e antichi imperi della Terra doveva ancora compiersi, nella città del Serpente Ricurvo, uomini e donne votati alla Luce e alle Tenebre vivevano a servizio di antichi culti divini, perseguendo l'equilibrio cosmico. Ma ora, nel labirinto che corre sotto la città, una forza antica e devastante sta per essere risvegliata. Una forza carica di promesse troppo allettanti, come la magia, il dominio della natura e sull'uomo. Promesse che affascinano la giovanissima e ribelle Deoris, sedotta dal mago Riveda, e avvolta in una fitta rete di inganni da cui solo sua sorella Domaris e il misterioso Micon di Atlantide possono ora salvarla. Ma a prezzo di uno scontro immane, capace di trascinare l'umanità intera verso la grande notte del Caos.

## Edizioni
- Marion Zimmer Bradley, Le luci di Atlantide, traduzione di Angela Ragusa, collana Teadue, Longanesi, 1991,  p. 448, ISBN 88-304-1013-6.
- Marion Zimmer Bradley, Le luci di Atlantide, traduzione di Angela Ragusa, collana Teadue, TEA, 1994,  pp. 445, cap. 54, ISBN 88-7819-582-0.